# Honigwabenspule

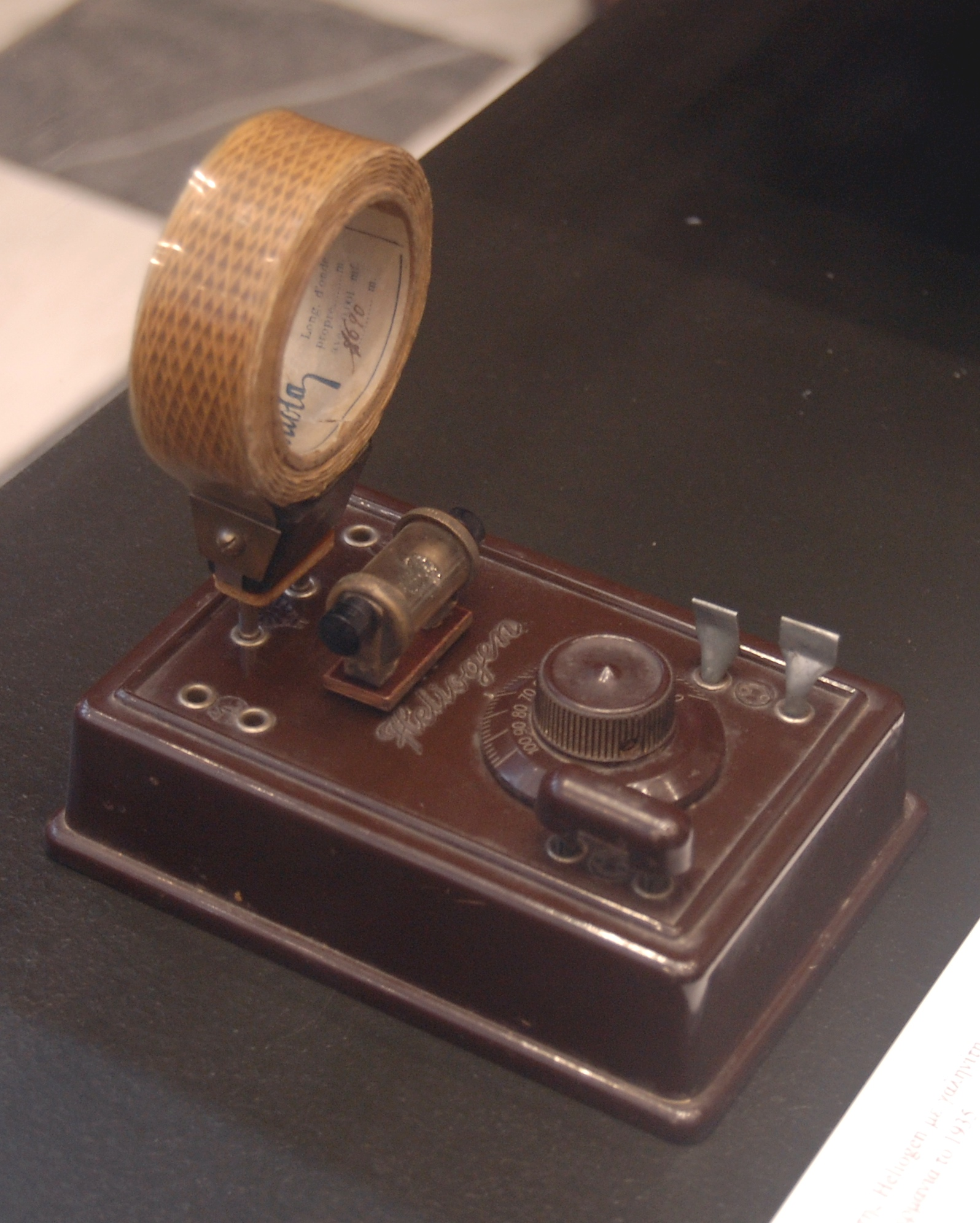
Detektorradio mit Honigwabenspule (1935)

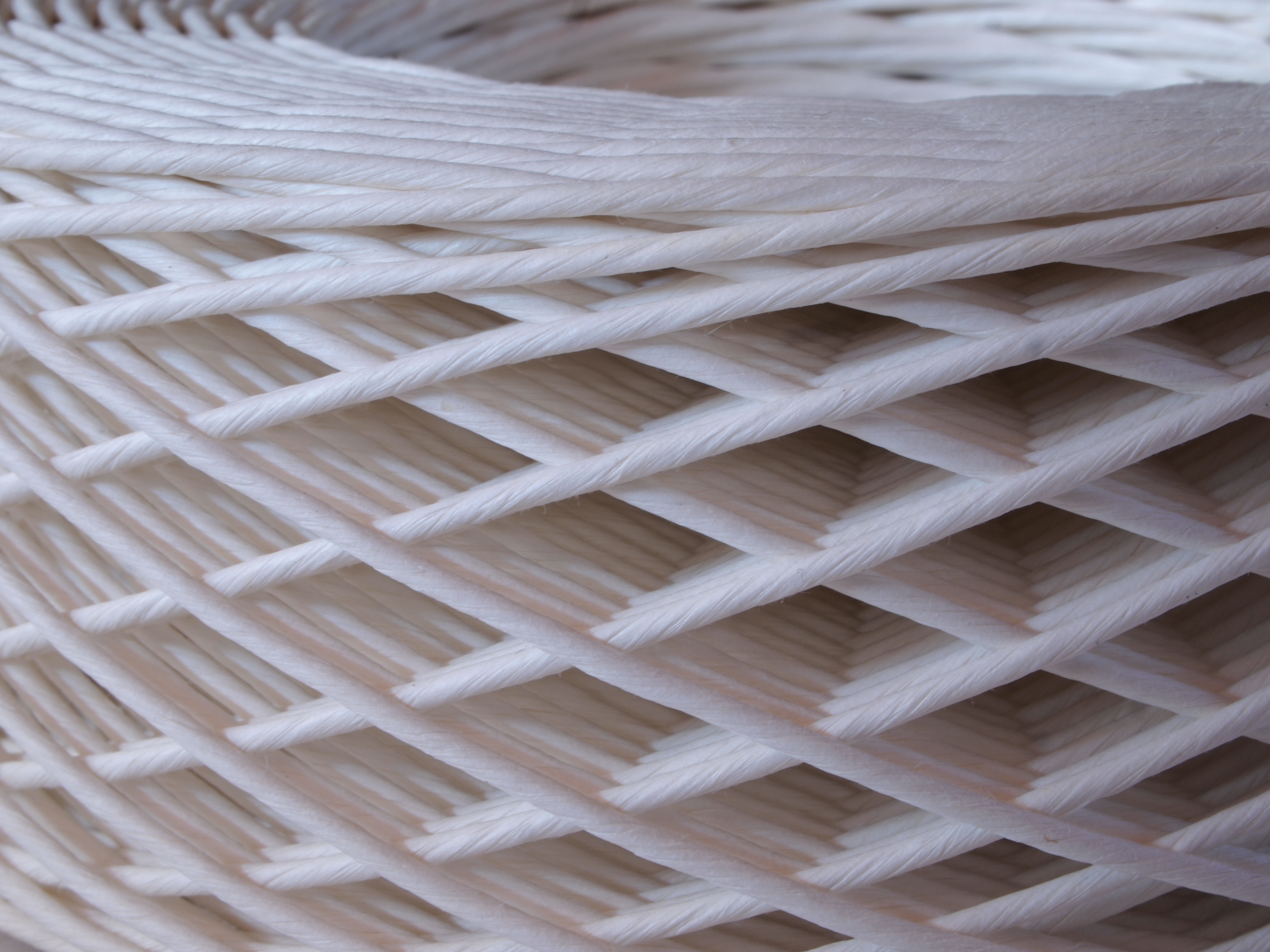
Garnrolle mit Kreuzwicklung

Eine Honigwabenspule (auch: Wabenspule, Kreuzwickelspule oder Kreuzspule) ist eine spezielle Bauform einer Spule mit besonderer Wicklungstechnik. Englische Bezeichnungen dafür sind honeycomb oder scatter. Hierdurch werden verbesserte elektrische Eigenschaften der Spule erreicht, was für deren Verwendung in der Hochfrequenztechnik (HF‑Technik) wichtig ist.
Eine variante Bauform ist die Korbspule (englisch basket).

## Hintergrund
Mit steigender Frequenz, etwa beginnend um 100 kHz im Langwellenbereich und immer stärker im Mittelwellenbereich und darüber hinaus, treten bei konventionell gewickelten Spulen, wie Zylinderspulen, mit der Frequenz zunehmende parasitäre Eigenschaften auf. Dazu gehören parasitäre Kapazitäten zwischen den parallel gewickelten Windungen. Dies führt zu unerwünschten Eigenschaften (Resonanz). Daher ist man bemüht, spezielle HF‑Spulen so aufzubauen, dass diese parasitären Charakteristiken möglichst gering bleiben.
Ein probates Mittel ist die Kreuzwicklung, eine von Garnspulen (Bild) altbekannte Methode der Aufwicklung (siehe auch: Kreuzspule). Diese Wickeltechnik wird im Bereich der Elektrotechnik auch als orthozyklische Wicklung bezeichnet. Dadurch wird die Gegeninduktion und die kapazitive Kopplung zwischen den einzelnen Windungen erheblich reduziert.
Honigwabenspulen werden in der Regel nicht mit massivem Draht (Volldraht) hergestellt, sondern mit HF‑Litze. Dies dient dazu, den aufgrund des Skin-Effekts mit steigender Frequenz zunehmenden parasitären Widerstand der Spule zu reduzieren. Durch 
geringere Leitungsverluste bei hohen Frequenzen erhält man auf diese Weise eine höhere Güte der Spule.